# Никица Пилиповић
Никица Пилиповић (Врточе, код Петровца, 17. март 1922 — Лондон, 1. августа 2021) био је српски писац и хроничар, учесник Народноослободилачке борбе, пуковник ЈНА и носилац Партизанске споменице.

## Биографија
Никица Пилиповић Дајановић рођен је 17. марта 1922. године у Врточу (заселак Реџин крај), код Петровца, од оца Пере и мајке Савке Ћургуз. Потиче из радничке породице. Отац Перо био је радник. Дјед по оцу Давид Дада био је земљорадник и занатлија, а учествовао је у борбама против Турака скупа са Голубом Бабићем. Мајка Савка потиче из вођеничке свештеничке породице Ћургуза. Близак род јој је генерал Љубиша Ћургус. Дјед по мајци Марко Марке Ћургуз Симишић био је писмен. Доселио је из Вођенице у Врточе. Био је цестар, који је службу добио у Врточу, гдје је засновао и породицу. Никица је одрастао у вишечланој породици, са оцем, мајком, четири брата и четири сестре. Основну школу завршио је у Врточу. Прије рата био је радник и конобар у Краљевском двору на Дедињу. Након бомбардовања Београда, вратио се у родно Врточе. Био је ожењен Босом Боснић Перичић из Дрвара и са њом добио ћерке Драгицу и Гордану. Драгица је удата за Џемса Чефија (James Chaffey). Била је генерални директор компаније СББ и високо рангирани службеник ЕБРД-а. Гордана је удата за проф. др Бранка Киригина.
По окупацији Југославије, Никица се укључио у припреме оружаног устанка 27. јула 1941. Од првих дана учествовао је у устаничким и герилским акцијама. Рат је провео као припадник Треће крајишке бригаде.
Члан КПЈ постао је 1942. године. Учесник је Битке на Неретви, Битке на Сутјесци, Београдске операције, пробоја Сремског фронта, те битака за ослобођење Плетернице и Загреба. О својим ратним искуствима писао је у зборницима сјећања Петровац у НОБ, Трећа крајишка бригада и Сутјеска.
У рату је обављао више дужности. Почетком рата био је борац врточке чете. Након оснивања Треће крајишке бригаде, постављен је за интенданта. Прво је био интендант у Првом батаљону, а потом интендант у Другом батаљону Треће крајишке бригаде. Након тога обављао је дужности обавјештајног официра, те дужност оперативног официра у бригади. Крајем рата био је начелник оперативног одсјека Треће крајишке бригаде. Из рата је изишао са чином капетана.
Након рата служио је као официр у ЈНА. Завршио је Вишу војну академију ЈНА са одличним успјехом, а потом и генералштабну школу Велике Британије. Једанаест година је радио у Генералштабу ЈНА, а 13 година је био начелник Школе страних језика ЈНА. Био је изасланик владе СФРЈ при команди УН на Синају. Пензионисан је у чину пуковника.
Више пута је одликован. Носилац је Партизанске споменице 1941. Уредник је зборника сјећања Трећа крајишка бригада.
Супруга Боса је умрла пар година прије њега. Велики дио времена он и супруга су проводили код кћери Гордане и Драгице. Живио је на релацији Београд – Сплит – Лондон, а често је посјећивао Републику Српску и родни крај. Умро је у Лондону 1. августа 2021. године.

## Литерарни рад
У току службе Никица је писао за научно-стручне часописе, као што су Војно дело, Историјски гласник, Војно-историјски гласник и други, а о својим ратним искуствима писао је у зборницима сјећања Петровац у НОБ, Трећа крајишка бригада и Сутјеска итд. Након пензионисања, Никица Пилиповић се посветио писању књига о завичају. Написао је неколико књига и хроника са овом тематиком. Писао је чланке за различите новине, часописе и портале, а његовим књижевним радом бавио се и познати српски писац Мухарем Баздуљ. Говорио је енглески, француски и руски језик.